# Сборная Молдовы по регби
Сборная Молдавии по регби представляет страну в международных соревнованиях по регби-15 высшего уровня. Команда не принимала участие в финальной части чемпионатов мира.

## История
Первый матч сборной состоялся 10 октября 1993 года, молдавские регбисты обыграли литовцев со счётом 22:6. Через год молдаване сыграли с Болгарией, и сборная вновь победила (42:3). В 1995 году коллектив одержал ещё одну победу, на этот раз — над венграми (17:14). Впоследствии сборная Молдавии провела матчи с Грузией (5:47), Украиной, Латвией и Болгарией.
В 1997 году команда провела два матча. Одержав победу над соперниками из Норвегии, молдаване потерпели поражение от хорватов, самое крупное в своей истории (5:65). В 2000 году команда провела несколько победных встреч. Через год регбисты встретились с голландцами. В 2004 году регбийная сборная Молдавии была признана лучшей командой страны по версии национальной ассоциации спортивной прессы. Затем сборная боролась за право сыграть на кубке мира 2007 года. В рамках второго раунда отборочного турнира молдаване оказались в группе B. Сборной удалось выиграть в двух матчах из четырёх и занять второе место в группе, пропустив вперёд немцев. Это позволило команде пробиться в третий раунд, где команда была попала в группу A.

## Известные игроки
- Дмитрий Архип ( «Оспрейз») — чемпион Румынии и России, регбист 2012 года в Молдавии[3]
- Виктор Архип ( «Красный Яр») — трехкратный чемпион России.
- Максим Гаргалык ( «Енисей-СТМ») — чемпион России 2014 года
- Олег Препелицэ ( «Красный Яр») — лучший регбист России и Молдавии 2013 года.
- Вячеслав Титика ( «Кубань») — лучший регбист Молдавии 2015 года[4].
- Вадим Кобылаш ( «Бордо-Бегль») — чемпион Румынии и России, признавался регбистом года в Молдавии с 2007 по 2011 годы[5]
- Максим Кобылаш ( «Макон») — чемпион России.
- Андрей Маху ( «Красный Яр»).
- Андрей Оларь ( «Политехник» Одесса) — игрок в регбилиг и регби-15, в сборную Молдавии вызван в 2014 году; сын игрока в регбилиг Андрея Оларя, обладателя Кубка лиги регби-13 СССР 1990 года в составе «Тирасполя»[6][7]

## Результаты
По состоянию на 3 марта 2013 года.
| Соперник            | Матчи | Победы | Поражения | Ничьи | Доля побед |
| ------------------- | ----- | ------ | --------- | ----- | ---------- |
| Австрия             | 2     | 1      | 1         | 0     | 50 %       |
| Андорра             | 2     | 1      | 0         | 1     | 50 %       |
| Бельгия             | 7     | 2      | 5         | 0     | 29 %       |
| Болгария            | 3     | 3      | 0         | 0     | 100 %      |
| Венгрия             | 3     | 3      | 0         | 0     | 100 %      |
| Германия            | 5     | 2      | 3         | 0     | 40 %       |
| Грузия              | 1     | 0      | 1         | 0     | 0 %        |
| Дания               | 1     | 1      | 0         | 0     | 100 %      |
| Израиль             | 1     | 1      | 0         | 0     | 100 %      |
| Испания             | 1     | 0      | 1         | 0     | 0 %        |
| Латвия              | 4     | 1      | 3         | 0     | 25 %       |
| Литва               | 2     | 2      | 0         | 0     | 100 %      |
| Люксембург          | 1     | 1      | 0         | 0     | 100 %      |
| Мальта              | 2     | 2      | 0         | 0     | 100 %      |
| Монако              | 1     | 1      | 0         | 0     | 100 %      |
| Нидерланды          | 5     | 3      | 2         | 0     | 60 %       |
| Норвегия            | 1     | 1      | 0         | 0     | 100 %      |
| Польша              | 4     | 2      | 1         | 1     | 50 %       |
| Сербия и Черногория | 4     | 2      | 1         | 1     | 50 %       |
| Словения            | 2     | 0      | 2         | 0     | 0 %        |
| Украина             | 5     | 2      | 3         | 0     | 40 %       |
| Хорватия            | 1     | 0      | 1         | 0     | 0 %        |
| Чехия               | 4     | 3      | 1         | 0     | 75 %       |
| Швеция              | 1     | 0      | 1         | 0     | 0 %        |
| Всего               | 63    | 34     | 26        | 3     | 54 %       |